# Heinrich de Sayn-Wittgenstein
Pour les articles homonymes, voir Sayn-Wittgenstein.
Heinrich Alexander Ludwig Peter Prinz zu Sayn-Wittgenstein, né le 14 août 1916 à Copenhague et mort le 21 janvier 1944 à Stendal est un aristocrate allemand, as de la Luftwaffe durant la Seconde Guerre mondiale.
À sa mort, il était le meilleur chasseur nocturne de la Luftwaffe, avec 83 victoires attribuées (troisième meilleur score de toute la guerre).

## Biographie
Fils de Ludwig Heinrich Gustav Alexander Prinz zu Sayn-Wittgenstein, diplomate (1880-1953) et de Walburga von Friesen (1885-1969), il est issu de la famille princière zu Sayn-Wittgenstein.
En 1919, après la défaite allemande, son père a abandonné le service diplomatique et s'est établi en Suisse avec sa famille. Heinrich y est scolarisé jusqu'à l'âge de 10 ans. Il est ensuite envoyé dans une école de Bavière où il reste jusqu'en 1932, année où il est admis au Realgymnasium de Fribourg-en-Brisgau. Après la fin de sa scolarité en 1935, Heinrich rejoint les Jeunesses hitlériennes. En 1936, il sert dans le Service national du travail (Reichsarbeitsdienst), puis est admis au 17ème régiment de cavalerie de Bavière. Peu après, il se porte volontaire pour l'aviation et entre dans la Luftwaffe. En 1937 il est admis à la Fliegerschule (école de l'air) de Brunswick, et après la fin de ses cours en juin 1938, il est promu Lieutenant. Il prend part à l'occupation des Sudètes (1938) en volant comme artilleur d'un biplan Heinhel HE-145.
Au commencement de la guerre, en septembre 1939, il fait 150 missions comme pilote de bombardier dans la Kampfgeswader 1. Il fait les campagnes de Belgique, France, Angleterre, et finalement Russie, puis demande à se faire affecter en août 1941 dans la nouvelle unité de Chasse nocturne de la Luftwaffe.
Nommé Oberleutnant, il se vit confier le commandement du 9./NJG 2, dès sa création en mars 1942. Le 2 mars, il revendiqua sa première victoire sur un Blenheim. Le 29 juin, il comptait déjà 10 victoires. Dans la nuit du 27 juillet, il abattit un adversaire assez rare, un Fulmar, qui constitua sa 14ème victime.
Après 49 missions et 22 victoires (dont 3 quadrimoteurs abattus en 39 minutes), Sayn-Wittgenstein reçut la Croix de chevalier de La croix de fer le 2 octobre 1942 et fut promu au grade de Hauptmann. Il quitta alors la NJG 2 pour prendre le commandement du IV./NJG 5 à Dobertiz, équipé en Junkers Ju 88. Cette unité arriva sur le Front de l’Est en avril 1943 et stationna aux environs d’Orel pour s’opposer aux raids nocturnes des Soviétiques. Jusqu’à l’arrivée du IV./NJG 5, la Luftwaffe n’employait que des appareils démunis de radar et dont la seule chance de succès dépendait des clairs de lune. Les résultats des nouveaux arrivants furent spectaculaires, le groupe remportant 49 victoires au cours du seul mois de juillet 1943. Sayn-Wittgenstein fut crédité de 29 victoires sur le Front de l’Est, dont 7 remportées en moins de vingt-quatre heures, entre le 24 et le 25 juillet. Le prince avait amené avec lui deux Junkers Ju 88. L’un d’eux avait été dépouillé de tout équipement superflu (blindage, poste de tir ventral, armement défensif...) et ses surfaces supérieures avaient reçu un traitement spécial, ce qui lui permettait de gagner 40 km/h par rapport à la version standard. Le 31 août, alors titulaire de 47 victoires nocturnes, Sayn-Wittgenstein reçut la Croix de chevalier de la croix de fer avec feuilles de chêne.
Il avait entre-temps demandé son envoi sur le Front de l’Ouest où il pensait que les possibilités de victoires étaient plus nombreuses. Il obtint satisfaction et se vit confier, le 15 août, le commandement du Il./NJG 3, basé à Schleswig et dépendant de la 2. Jagd-Division, chargée de la protection du secteur nord-ouest du Reich.
Le 1er janvier 1944, le prince fut nommé commandant de la NJG 2 et prit ses quartiers à Deelen, aux Pays-Bas. Dès sa première sortie, dans la nuit du 2 au 3 janvier, il abattit 6 avions (dont 4 quadrimoteurs en moins d’une heure) et inscrivait alors à son palmarès 72 victoires confirmées.
La R.A.F. s’était lancée à cette époque dans le bombardement de Berlin, chaque nuit d’importantes formations du Bomber Command envahissaient les cieux allemands, entraînant toute la Luftwaffe dans de durs et longs combats nocturnes.
Dans la nuit du 21 au 22 janvier 1944, plus de 700 bombardiers lourds prirent le chemin de la capitale allemande et de quelques autres grandes cités. Sayn-Wittgenstein, sur son Junkers Ju 88, patrouilla dans la région de Magdebourg. En moins de quarante-cinq minutes, il abattit 5 Lancaster, portant son score de 79 à 84 victoires, dépassant ainsi le Major Helmut Lent (qui remporta sa 81ème victoire cette même nuit).
Malheureusement, son appareil heurta un de Havilland DH.98 Mosquito d’escorte. Il ordonna à son équipage de sauter en parachute et tenta désespérément de se poser. Son corps devait être retrouvé dans les débris du Junkers Ju 88 aux environs de Schönhausen. Le prince fut décoré de la Croix de fer avec feuilles de chêne et glaives à titre posthume le 23 janvier.